# Harburger SC
Harburger SC – niemiecki klub sportowy z hamburskiej dzielnicy Marmstorf (Harburg), grający obecnie w Bezirkslidze Hamburg-Süd (odpowiednik siódmej ligi). Został założony w 1970 roku w wyniku połączenia się dwóch klubów: Borussia Harburg (Fußballclub Borussia Harburg - data założenia: 1904) i Rasensport Harburg (Verein für Rasensport Harburg - data założenia: 1907). Największym rywalem klubu jest jego sąsiad zza miedzy Harburger TB.

## Historia
- 12.03.1970 - został założony jako Harburger SC (Borussia Harburg połączyła się z Rasensport Harburg).

## Sukcesy
- Puchar Hamburga: zdobywca 1956 (jako Borussia Harburg).
- 1 sezon w Regionallidze Nord (2. poziom): 1964/65 (jako Rasensport Harburg).
- 4 sezony w Amateurliga Hamburg Hansa-Staffel (4. poziom): 1970/71-1973/74.
- 1 sezon w Amateurliga Hamburg Hansa-Staffel (5. poziom): 1974/75.
- 7 sezonów w Landesliga Hamburg Hammonia-Staffel (5. poziom): 1977/78-1983/84.